# تشتیرکولی
تشتیرکولی (به چکی: Čtyřkoly) یک منطقهٔ مسکونی در جمهوری چک است که در ناحیه بنشوو واقع شده‌است.